# 5 groszy wzór 1923
5 groszy wzór 1923 – moneta pięciogroszowa, bita w mosiądzu i brązie, wprowadzona do obiegu 1 lipca 1924 r. (Dz.U. z 1924 r. nr 34, poz. 351), wycofana w dniu reformy walutowej 30 października 1950 r.
W niektórych opracowaniach z początku XXI w. jako data wprowadzenia do obiegu pięciogroszówki podawany jest 31 maja 1924 r, czyli dzień wejścia w życie rozporządzenia o ustaleniu wzorów monet (Dz.U. z 1924 r. nr 45, poz. 476).
Ostatnią datą roczną z jaką była bita to 1939.

## Awers
W centralnym punkcie umieszczono godło – stylizowanego orła w koronie, powyżej rok bicia, dookoła napis „RZECZPOSPOLITA POLSKA” oraz inicjały WJ projektanta. Na monetach z 1923 nie ma znaku mennicy, na późniejszych umieszczono go pod łapą orła. Był to herb Kościesza – znak Mennicy Państwowej w Warszawie.

## Rewers
Na tej stronie monety znajdują się cyfra „5” z ozdobnikami z lewej i prawej strony oraz napis „GROSZY”.

## Nakład
Monetę bito z datą 1923 w mosiądzu, a w pozostałych latach w brązie, na krążku o średnicy 20 mm, masie 3 gramów, z rantem gładkim, według projektu Wojciecha Jastrzębowskiego, w mennicy w Warszawie. Nakłady monety w poszczególnych latach przedstawiały się następująco:
| Lp. | Rocznik | Metal   | Znak mennicy   | Nakład (sztuk)  | Zdjęcie | Uwagi |
| --- | ------- | ------- | -------------- | --------------- | ------- | --- |
| 1   | 1923    | mosiądz |                | 32 150 0001     |         | istnieje pięć odmian stempla rewersu (cechy dystynktywne to – stykanie się bądź nie par liter R i O oraz O i S, dotykanie bądź nie końca liścia do litery Y) oraz dwie odmiany awersu (cechy dystynktywne to – wielkość oczka cyfry 9, szeroka bądź wąska podstawa cyfry 2) |
| 2   | 1925    | brąz    | herb Kościesza | 51 996 845²     |         | |
| 3   | 1928    | brąz    | herb Kościesza | 17 710 091³     |         | |
| 4   | 1930    | brąz    | herb Kościesza | 14 240 0004     |         | |
| 5   | 1931    | brąz    | herb Kościesza | 2 070 0005      |         | |
| 6   | 1934    | brąz    | herb Kościesza | 420 000         |         | |
| 7   | 1935    | brąz    | herb Kościesza | 4 660 000       |         | |
| 8   | 1936    | brąz    | herb Kościesza | 5 950 0006      |         | |
| 9   | 1937    | brąz    | herb Kościesza | 9 050 000       |         | |
| 10  | 1938    | brąz    | herb Kościesza | 17 300 000      |         | |
| 11  | 1939    | brąz    | herb Kościesza | ok. 10 000 0007 |         | |

gdzie:
1 – nakład wg sprawozdania mennicy wybity w roku 1924; w katalogach popularnych podawany jest nakład 32 000 000

2 – z czego wg sprawozdania mennicy w roku 1925 wybito 44 883 430, w 1926 – 93 415, a w 1927 – 7 020 000 sztuk; w katalogach popularnych dla tego rocznika podawany jest jedynie nakład 45 500 000 sztuk, czyli nie uwzględniono pięciogroszówek z datą roczną 1925 wybitych w latach 1926 i 1927

3 – z czego wg sprawozdania mennicy w roku 1928 wybito 8 995 000, a w 1929 – 8 715 091 sztuk; w katalogach popularnych dla tego rocznika podawany jest jedynie nakład 8 900 000 sztuk, czyli nie uwzględniono pięciogroszówek z datą roczną 1928 wybitych w 1929 roku

4 – nakład wg sprawozdania mennicy; w katalogach popularnych podawany jest nakład 14 200 000 sztuk

5 – z czego wg sprawozdania mennicy w roku 1931 wybito 1 500 000, a w 1932 – 570 000 sztuk; w katalogach popularnych dla tego rocznika podawany jest jedynie nakład 1 500 000 sztuk, czyli nie uwzględniono pięciogroszówek z datą roczną 1931 wybitych w 1932 roku

6 – nakład wg sprawozdania mennicy; w katalogach popularnych podawany jest nakład 4 660 000 sztuk – błędna liczba publikowana w popularnych katalogach (Kamiński, Parchimowicz, Fischer) pojawiła się najprawdopodobniej w wyniku błędu drukarskiego w latach 60. albo 70. XX w. i jest powielana w corocznych zestawieniach cennikowych wydawanych w pierwszej połowie XXI w.

7 – wielkość emisji z datą roczną 1939 jest orientacyjna

## Opis
Z formalnego punktu widzenia pięciogroszówka nigdy nie została wycofana z obiegu żadnym aktem prawnym w okresie Generalnego Gubernatorstwa. Dekret PKWN z 24 sierpnia 1944 r. pozostawiał monety groszowe w obiegu aż do reformy walutowej z 30 października 1950 r. Po tej dacie dopuszczone zostały do obiegu wyłącznie monety emitowane przez Narodowy Bank Polski.
W informacjach prasowych z 1924 r. podawany jest dzień 7 kwietnia 1924 r. jako data uruchomienia automatów menniczych, na których jako pierwszą bito w mosiądzu właśnie 5 groszówkę z datą roczną 1923. Jak podkreślano w publikowanych artykułach, była to pierwsza moneta wyprodukowana w mennicy warszawskiej od jej zamknięcia w 1867 r. Początkowo z maszyn schodziło dziennie 36 000, w maju 150 000, a w sierpniu 250 000 sztuk.
Z końcem 1924 r. w Mennicy Państwowej zabrakło krążków mosiężnych. Po zamówieniu, a następnie dostarczeniu przez firmy zewnętrzne odpowiedników wykonanych z brązu, spełniających wymagania określone w rozporządzeniu ministra skarbu, jeszcze w roku 1924 wybito pierwsze pięciogroszówki z datą roczną 1925.
Moneta 5 groszy 1923 brąz jeszcze w latach osiemdziesiątych XX w. była uznawana przez niektóre katalogi jako moneta obiegowa, wybita w nakładzie 350 sztuk. Z biegiem czasu z rozdziału o monetach obiegowych trafiła do monet próbnych. Jednak niektórzy autorzy stawiają tezę, że nie jest ani monetą obiegową, ani monetą próbną. W ich opinii ciemnobrązowe egzemplarze 5 groszy 1923 sprzedawane na rynku to tylko efekt spatynowania monet mosiężnych lub wynik pracy fałszerzy.
Najrzadszy rocznik 1934 jest często fałszowany, zazwyczaj poprzez wklejenie ostatniej cyfry roku na monetach z późniejszych lat.
W drugiej połowie lat 30. XX w. relatywnie duże emisje pięciogroszówek, podobnie jak 1- oraz 2-groszówek, wiązały się z chłonnością rynku na monety zdawkowe w tym okresie – prawie zupełnie nie wracały one do kas państwowych.

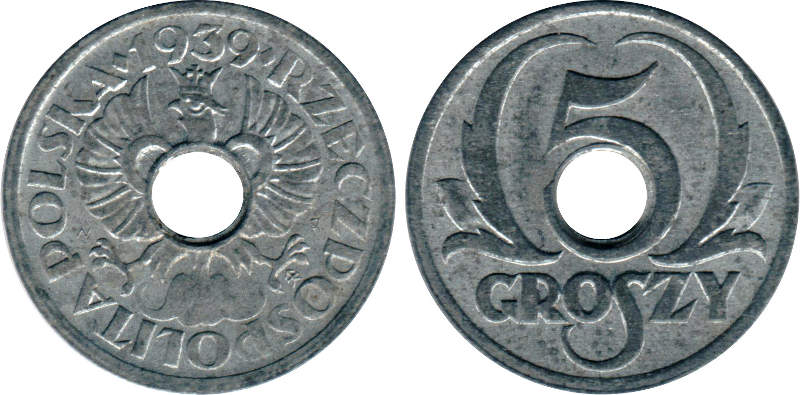
Cynkowa 5-groszówka bita w okresie GG

Moneta miała identyczną średnicę jak dwudziestogroszówka 1923. Zasadniczą różnicą pomiędzy tymi dwoma nominałami, poza szczegółami rysunku rewersu, był kolor wykorzystanego metalu – „srebrzysty” bądź „czerwonawy”. W okresie Generalnego Gubernatorstwa, kiedy podjęto decyzje o biciu uzupełniającym w cynku między innymi 20- a później 5-groszówek, obawiano się problemów z codziennym rozróżnianiem ich w obiegu. Z tego powodu 5-groszówki z datą roczną 1939 bite w latach 1943–1944 miały średnicę zmniejszoną o 20% – do 16 mm oraz centralny 4-milimetrowy otwór.

## Wersje próbne
Istnieją próbne wersje tej monety, bez napisu PRÓBA, z datami rocznymi:
- 1923 (brąz),
- 1923 (nikiel),
- 1923 (srebro),
- 1923 (mosiądz, z napisem na rancie „MENNICA PAŃSTWOWA”),
- 1925 (aluminium),
- 1925 (miedzionikiel).

Dla roczników 1930, 1931, 1932 istnieją monety bite stemplem lustrzanym.
Katalogi informują także o istnieniu dwóch okolicznościowych wersji próbnych:
- w nakładzie 500 sztuk, w mosiądzu z rokiem 1923 na awersie, z datą na rewersie 12/IV 24 i monogramami SW upamiętniającą wizytę w mennicy prezydenta Stanisława Wojciechowskiego
- w nakładzie 45 sztuk w brązie i nieznanej liczbie w mosiądzu, z napisem na awersie (zamiast rysunku orła): „II ZJAZD NUMIZMATYKÓW I MEDALOGRAFÓW POLSKICH W POZNANIU 3 VI 1929”

Niektóre katalogi wspominają również o istnieniu monety próbnej z odmiennym rysunkiem orła (1923 mosiądz, brąz), 1925 (mosiądz).